# Slavonske Bare
Slavonske Bare is een plaats in de gemeente Zdenci in de Kroatische provincie Virovitica-Podravina. De plaats telt 201 inwoners (2001).